# إنجيل حواء
إنجيل حواء إنجيل ضائع من أبوكريفا العهد الجديد وربما يكون إنجيل الكمال الضائع أيضا.
حسب الغنوصيين فإن إله العهد القديم كان شريرا ولذلك فالشر كان غرضه المقصود من الخلق، ونتيجة لدلك أصبحت حواء بطلة تبحث عن معرفة الحقيقة بأكلها من شجرة معرفة الحق والباطل التي رغب الإله الشرير حسب عقيدتهم بأن لا تجدها. لذا فحسب التفكير الغنوصي حصلت حواء على الخلاص بأكلها من الشجرة على عكس تعاليم المسيحية التي تقول إن ذلك كان مصدر الخطيئة الأصلية.
لا يعرف عن الإنجيل إلا مقتطفات قليلة من إبيفانوس الذي نقد فئة كانت تمارس الجنس الحر وطريقة العزل وأكل المني كعبادات، وأن بعض الغنوصيين اعتبروا الجسد شريرا بالأصل وأنه يجب الاعتراف بذلك بممارسة أشد الأفعال الجنسية. لكن معظم الغنوصيين أخذوا الموقف المعاكس واتبعوا التقشف الشديد، وربما تكون ممارساتهم الجنسية إشاعة مغرضة اخترعها إبيفانوس ضدهم.
وبشكل عام فإن كتابات الغنوصيين لها مستويات متعددة وذات معان معقدة صوفية وسرية بدل التفسير الحرفي، لذا من المحتمل أن إبيفانوس أساء فهمهم وقرأ النص خطأ.
وهذا هو النص الذي اقتطفه إبيفانوس وزعم أنه يشير إلى المني
وقفت على جبل عال ورأيت رجلا طويلا وآخر قصيرا، وسمعت شيئا يشبه صوت الرعد واقتربت لأسمع فسمعته يقول لي: أنا أنت وأنت أنا، وأينما تكون فأنا هناك، وأنا في كل الأشياء، ومن أين تأتي فأنت تجمعني، ولكن عندما تجمعني فأنت تجمع نفسك.
اضافتي انا سر الأول والاخر\ قد اسأت فهم الرجل الذي تضن انه لم يفهم النص فا علم انه فهم النص فهم صحيح حقا قد ذكر سر كل ما وجدت الأديان من اجله انه السراط المستقيم الذي من جازه نجا ومن لم يجوزه هلك والله يقول الحق وهو يهدي السبيل